# Imia/Kardak
Imia (grec: Ίμια) o Kardak és un parell de petits illots deshabitats en la mar Egea, situats entre la cadena d'illes gregues del Dodecanès i la costa continental sud-occidental de Turquia.
Imia/Kardak va ser objecte d'una crisi militar i la subsegüent disputa de sobirania entre Grècia i Turquia en 1996. La controvèrsia de Imia/Kardak forma part de la controvèrsia més àmplia, la de l'Egeu, que comprèn també les controvèrsies sobre la plataforma continental, les aigües territorials, l'espai aeri, les Regions d'Informació de Vol (abreviat RIV o en anglès: FIR) i la desmilitarització de les illes de l'Egeu. Després de la crisi de Imia/Kardak, la controvèrsia també es va ampliar, ja que Turquia va començar a presentar reclamacions paral·leles sobre un major número d'altres illots de l'Egeu. Aquestes illes, algunes d'elles habitades, són considerades indiscutiblement gregues per Grècia però per a Turquia no hi existeix una frontera clara.
La Unió Europea va fer costat a la part grega en el litigi de Imia i va advertir Turquia que s'abstingués de qualsevol mena d'amenaça o acció dirigida contra la sobirania de Grècia. Es va demanar a Turquia que resolgués qualsevol disputa fronterera amb els seus veïns per mitjans pacífics, d'acord amb la Carta de les Nacions Unides, o bé plantejant l'assumpte en la Cort Internacional de Justícia.

## Geografia
Els illots es troben a 5,5 milles nàutiques a l'est de l'illa grega de Kàlimnos, a 1,9 milles nàutiques al sud-est de l'illa grega de Kalolimnos, a 3,8 milles nàutiques a l'oest de la península turca de Bodrum i a 2,2 milles nàutiques a l'oest de l'illot turc de Çavuş Adası. Els illots es troben a uns 300 m de distància entre si, sent l'oriental lleugerament més gran que l'occidental. La seva superfície total és de 4,0 ha.
Les illes també es denominen Limnia (Λίμνια) en grec, o İkizce en turc, o Heipethes en alguns mapes de principis del segle xx. Es creu que el topònim "Kardak" prové del grec "Kar(y)dakia", és a dir, "petites anous", a causa de la seva forma.

## Estatus legal
El punt de referència per a l'avaluació de l'estatus dels illots, reconegut per totes dues parts, és el Tractat de Lausana de 1923. Amb aquest tractat de pau, Turquia confirmà grans cessions de territoris de l'Imperi Otomà a favor de Grècia i d'Itàlia; territoris que, de facto, ja eren sota control d'aquests estats a partir de 1911 o 1913. Les illes del Dodecanès, que inclouen els illots d'Imia/Kardak, foren cedides a Itàlia que, al seu torn, les cedí a Grècia pel Tractat de París de 1947. Tanmateix, aquest tractat no esmentava les illes una a una sinó en conjunt.
Aquest fet és l'origen de la disputa: la qüestió de si els illots són afectats per la renúncia del Tractat de Lausana. Cal afegir-hi, a més, aspectes relacionats amb intercanvis diplomàtics entre les tres parts entre 1932 i 1996, i amb l'exercici de fet de la sobirania fins a 1996.